# LG G series
LG G (còn gọi là LG G series) là một dòng điện thoại thông minh cao cấp, máy tính bảng và đồng hồ thông minh chạy hệ điều hành Android được sản xuất, thương mại hóa bởi LG Electronics. Được giới thiệu lần đầu vào năm 2012 như là một nhánh của dòng LG Optimus và trở thành dòng sản phẩm chủ lực của hãng. Nhưng vào tháng 6 năm 2013, LG thông báo sẽ ngừng sử dùng tên gọi "Optimus" cho các thiết bị trong tương lai. LG sẽ duy trì dòng "G" và "LG Optimus Vu" như các thương hiệu riêng biệt. Chiếc điện thoại với thương hiệu G riêng biệt, LG G2, được công bố vào tháng 8 năm 2013.
Đến năm 2018, dòng LG G và LG V (xuất hiện lần đầu vào năm 2015) được thêm hậu tố ThinQ với mẫu LG G7 ThinQ để giới thiệu hệ sinh thái thông minh ThinQ của LG Electronics.
Thiết bị mới nhất hiện nay là LG G8 ThinQ, ra mắt tháng 4 năm 2019.

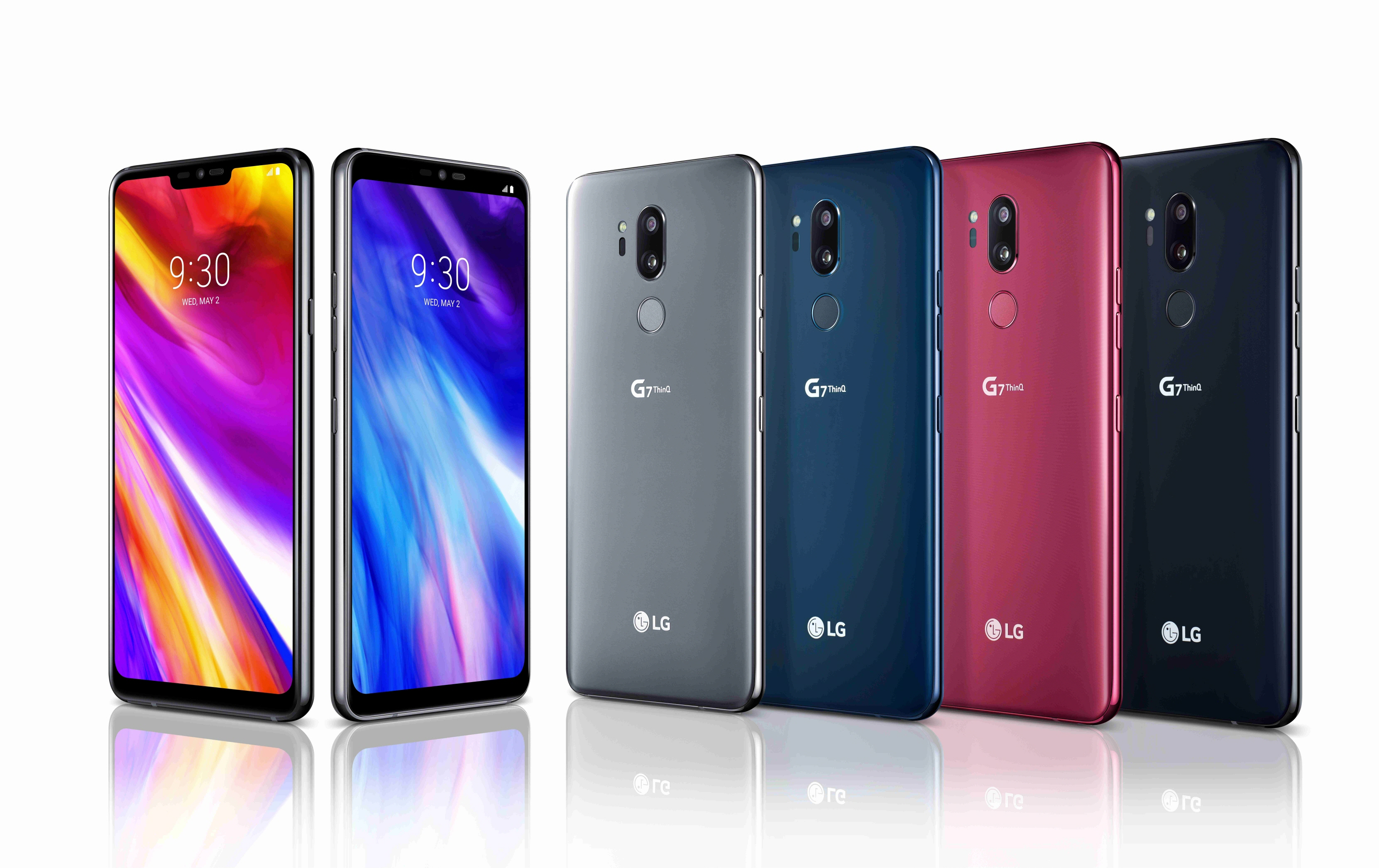
LG G7 ThinQ, ra mắt năm 2018

## Khai tử và LG Velvet

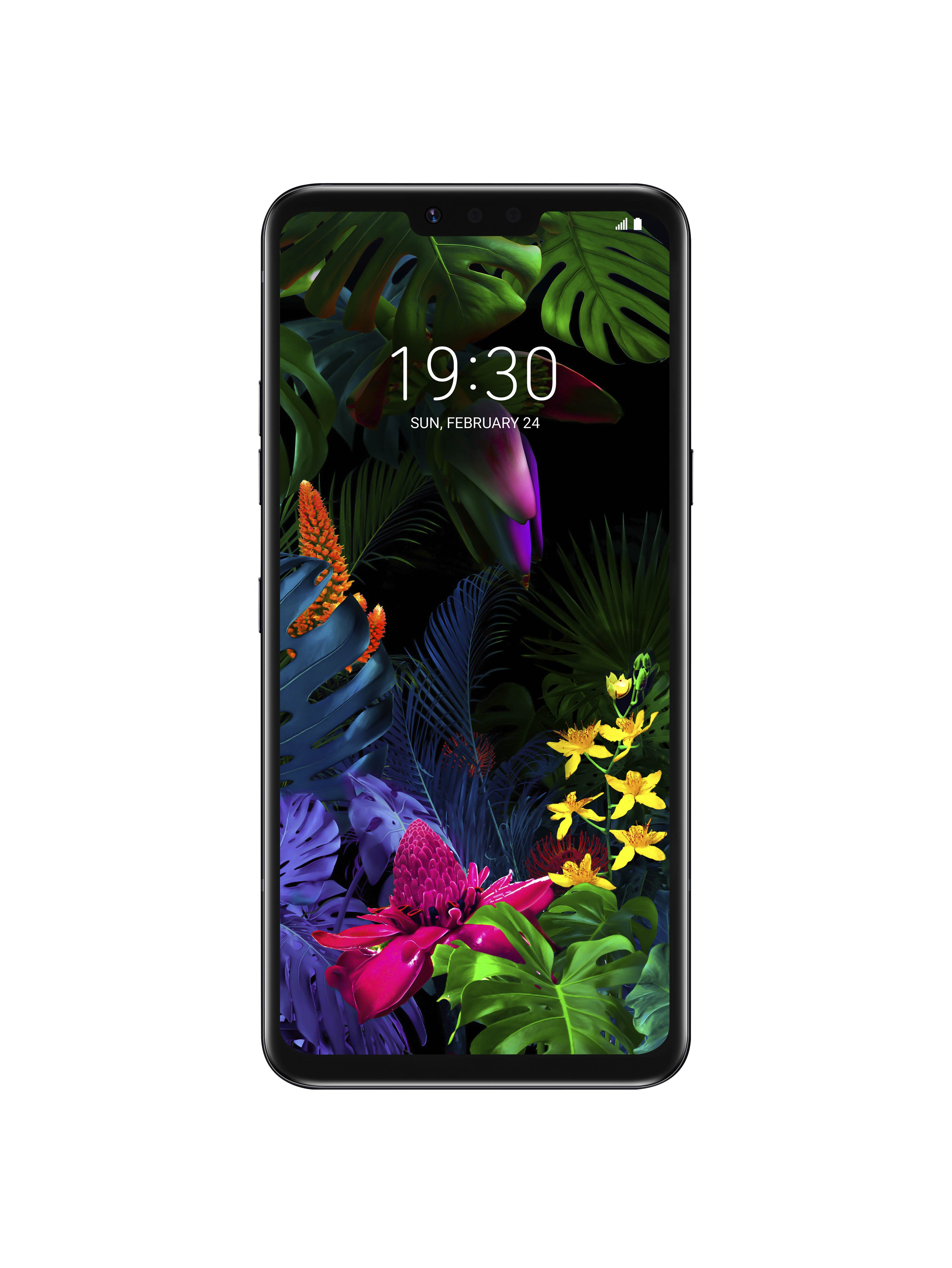
LG G8 ThinQ - mẫu LG G mới nhất của LG

Sau gần một thập kỷ, điện thoại thông minh của LG ngày càng mất dần thị phần trên thế giới, hụt hơi về thiết kế và kém hiệu quả trong quảng bá
sản phẩm, cũng như đánh mất niềm tin của người tiêu dùng với những lỗi nghiêm trọng trong quá khứ (như lỗi đột tử trên LG G4, LG V10, màn hình bóng mờ). Đầu năm 2020, LG Electronics tuyến bố tái cấu trúc mảng di động, khai tử hoàn toàn dòng cao cấp LG G của họ.
Dòng LG G đã được thay thế mẫu máy LG Velvet 5G hướng đến phân khúc tầm trung vào ngày 15/5/2020.

## Dòng LG V

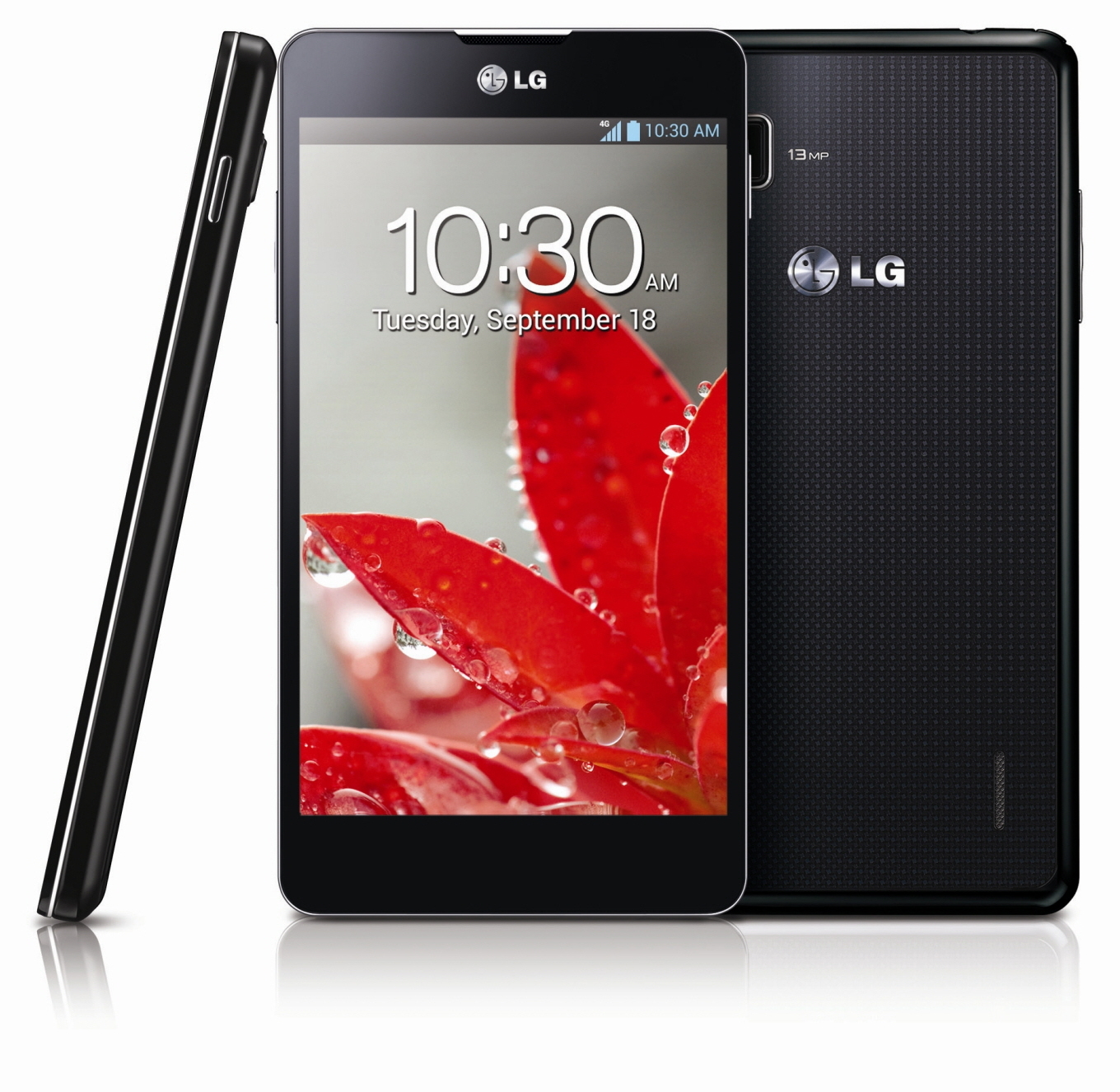
LG Optimus G - mẫu LG G đầu tiên

Dòng LG V lần đầu tiên xuất hiện vào năm 2015, là dòng điện thoại cao cấp chủ lực thứ 2 của LG, đánh vào thị trường châu Âu và châu Mỹ. LG V chia sẻ thiết kế và có cấu hình tương tự LG G của năm đó. Mẫu đầu tiên là LG V10 (giống với LG G4).
Mẫu LG V đầu tiên mang hậu tố ThinQ là LG V30S ThinQ ra mắt tháng 3 năm 2018.
Mẫu mới nhất là LG V60 ThinQ 5G với cấu hình mạnh mẽ nhất. Trong tương lai gần, LG dự kiến cũng sẽ khai tử dòng điện thoại cao cấp này.
2015:
- LG V10

2016
- LG V20

2017
- LG V30

2018
- LG V30S ThinQ, V30S là mẫu V đầu tiền sử dụng màn hình tấm nền P-OLED chứ không còn là IPS LCD.
- LG V35 ThinQ[6]
- LG V40 ThinQ. LG V40 ThinQ có ngoại hình giống với G7 với màn hình khoét tai thỏ.

2019

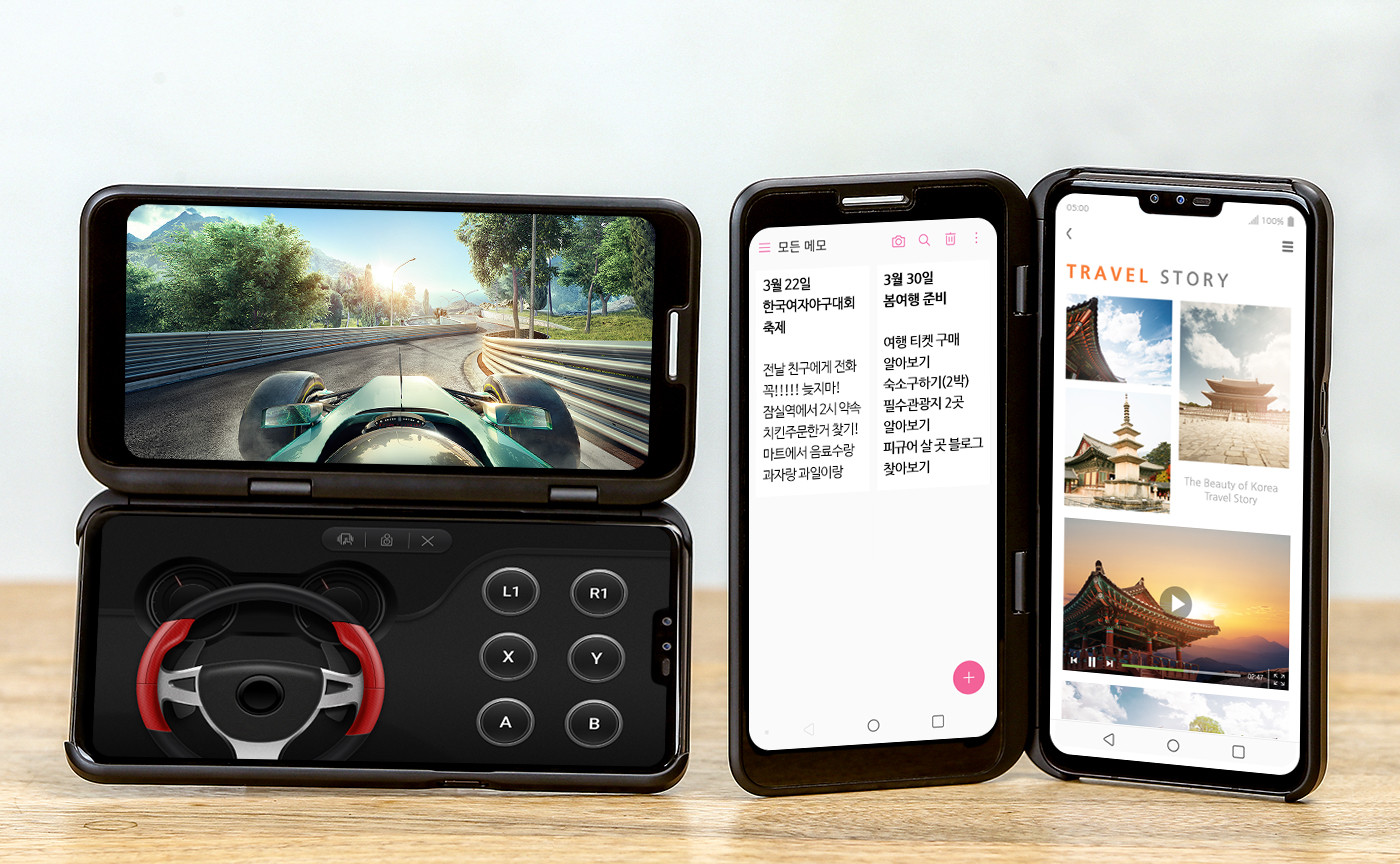
LG V50 ThinQ với một màn hình phụ gắn vào bản lề gập mở - giải pháp smartphone màn hình gập bền bỉ của LG

- LG V50 ThinQ 5G. Ngoại hình giống với LG G8 nhưng bổ sung kết nối 5G.
- LG V50S ThinQ 5G. LG V50 ThinQ được giới thiệu kèm với một màn hình phụ gắn vào bản lề gập mở - đây được coi là giải pháp smartphone màn hình gập bền bỉ của LG khi mà Samsung Galaxy Fold hay Huawei Mate X gặp quá nhiều lỗi trong thời điểm đó.

2020
- LG V60 ThinQ 5G, ra mắt 20/03/2020, cấu hình Snapdragon 865 (7 nm+), 8GB RAM, màn hình 6.8 inch P-OLED, Android 10, và 3 camera sau.[7]

## Danh sách các mẫu điện thoại dòng G

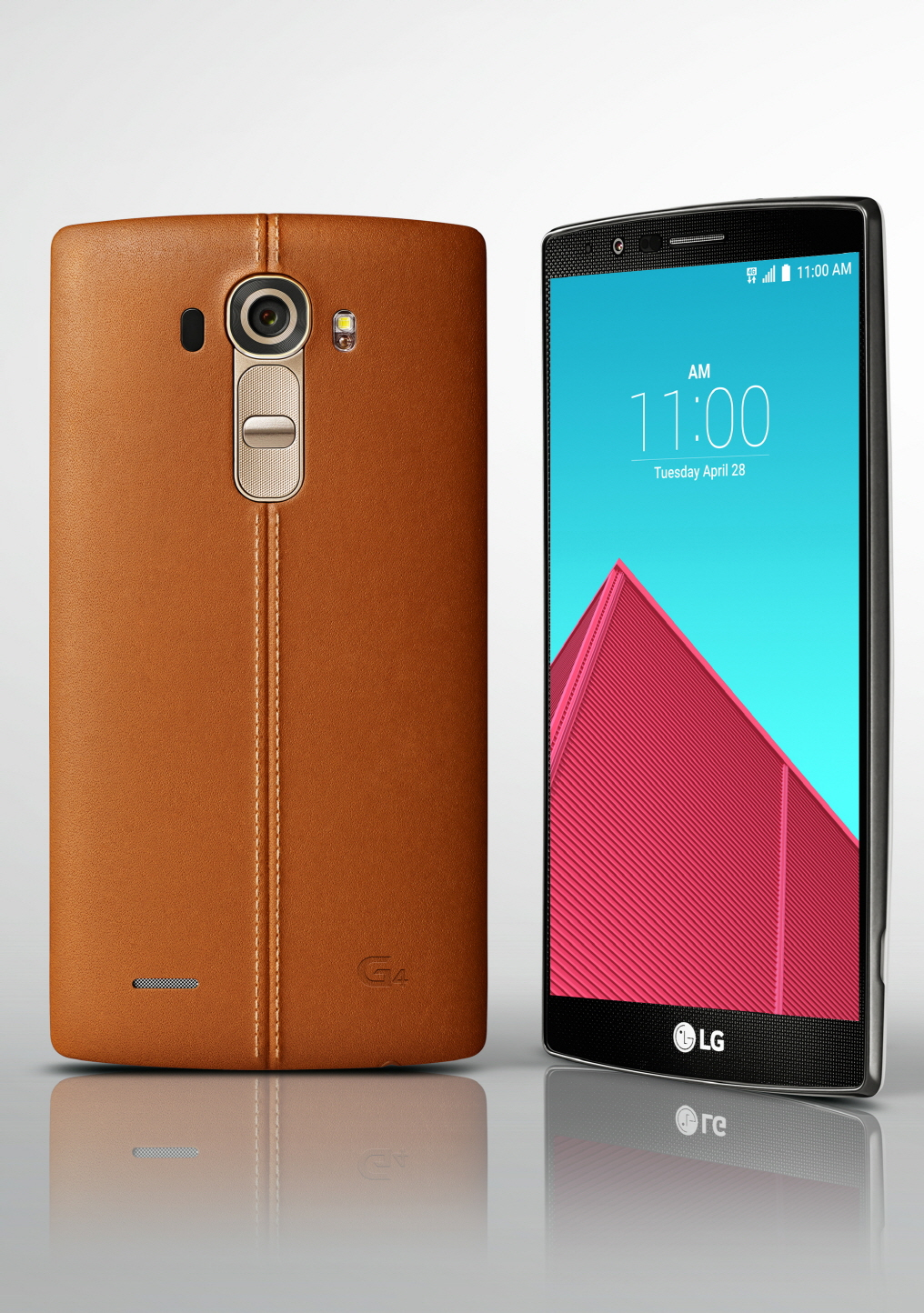
LG G4 - mẫu smartphone dính lỗi đột tử tai tiếng

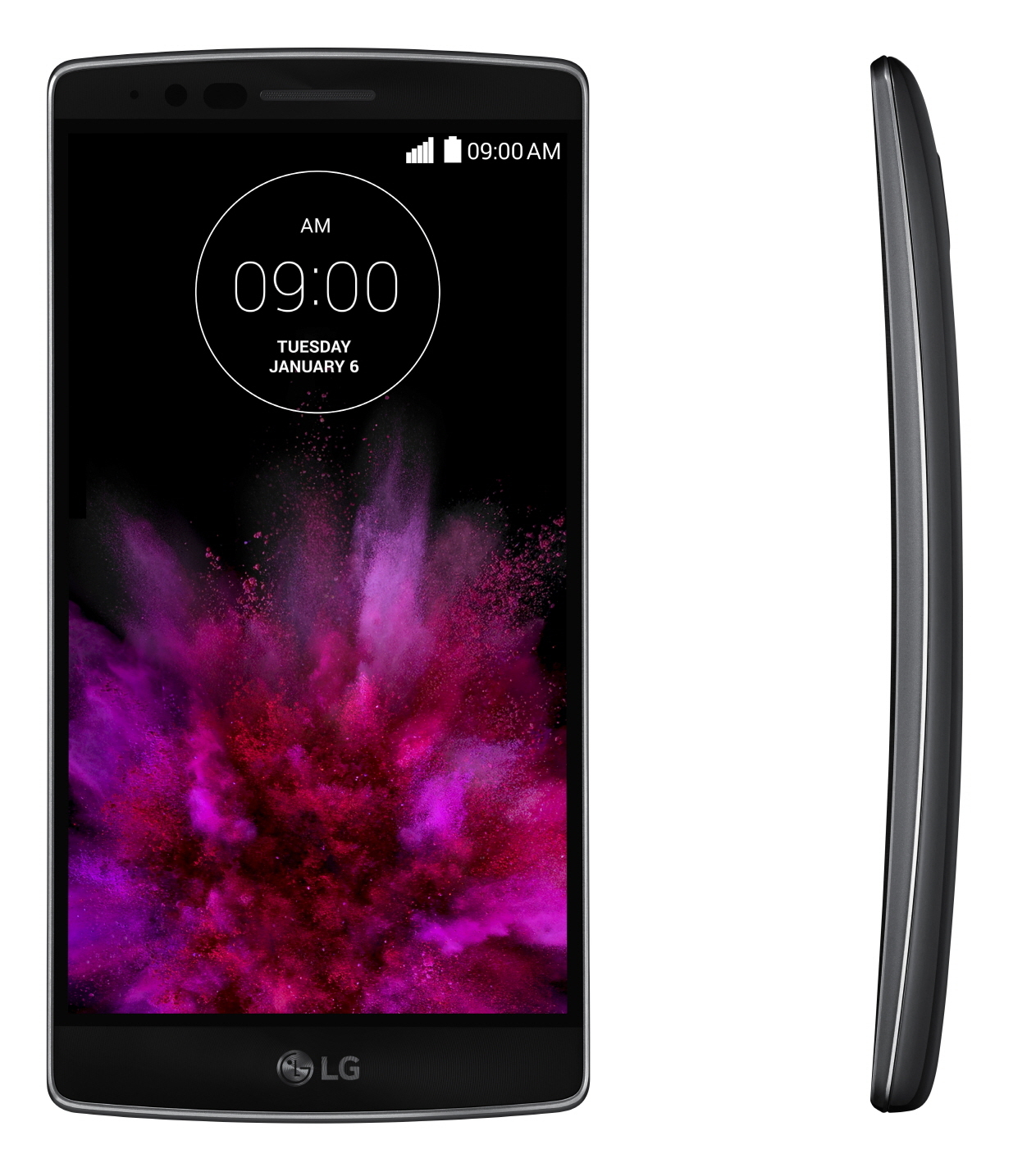
LG G Flex 2 - mẫu smartphone màn hình "lõm vào trong" thế hệ thứ 2 kỳ dị của LG

Điện thoại LG G sẽ có những phiên bản tương tự thuộc dòng LG V. Đều sử dụng giao diện LG UX trên nền Android, khá gần với Android gốc với không nhiều tùy biến, thân thiện với người dùng. Đến năm 2018, dòng LG G và LG V được thêm hậu tố ThinQ với mẫu LG G7 ThinQ để giới thiệu hệ sinh thái thông minh ThinQ của LG Electronics.

### 2012
- LG Optimus G

### 2013
- LG Optimus G1 Pro
- LG G2
- LG G Pro Lite
- LG G2 Mini
- LG G Flex - mẫu smartphone kỳ dị có màn hình cong lõm vào trong. Theo LG, màn hình sẽ lõm áp vào mặt của của người dùng, thuận tiện cho việc nghe gọi.

### 2014
- LG Gx
- LG G Pro 2
- LG Magna Prix
- LG Magna Gold
- LG G2 Mini
- LG G3
- LG G3 S, còn được gọi là LG G3 Beat, LG G3 Mini và LG G3 Vigor (AT&T, Sprint)
- LG G3 Stylus
- LG G Vista
- LG G Flex 2 - mẫu smartphone kỳ dị có màn hình cong lõm vào trong thế hệ thứ 2. LG sau đó thừa nhận kiểu thiết kế này là thất bại và sau đó nhanh chóng khai tử mẫu G Flex.

### 2015

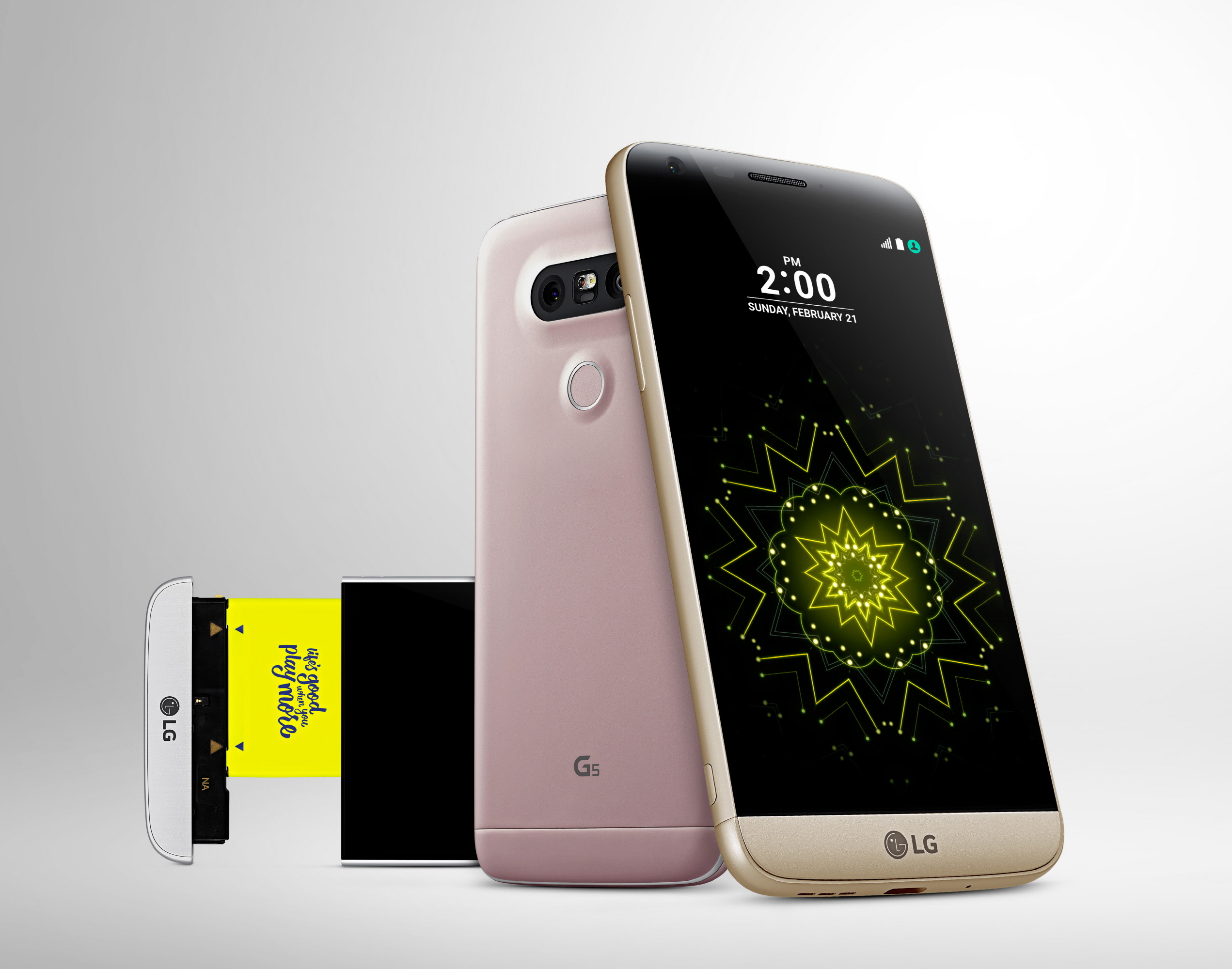
LG G5 với module pin có thể tháo rời

- LG G4. LG G4 cũng như LG V10 với lỗi đột tử nghiêm trọng khiến khách hàng đánh mất niềm tin vào sản phẩm của LG trong thời gian dài. Đây cũng là sản phẩm làm LG tụt dốc nghiêm trọng về thị phần[8].
- LG G4 Stylus, ở thị trường Hoa Kỳ còn được gọi là LG G Stylo (Boost Mobile, Cricket Wireless, MetroPCS, Sprint, T-Mobile, Virgin Mobile)
- LG G4 Beat
- LG G4 Vigor, (Virgin Mobile Canada)
- LG G4 C, còn được gọi là the LG Magna

### 2016
- LG G5. LG G5 sử dụng thiết kế khác biệt hoàn toàn với module pin có thể tháo rời dễ dàng từ cạnh đáy.

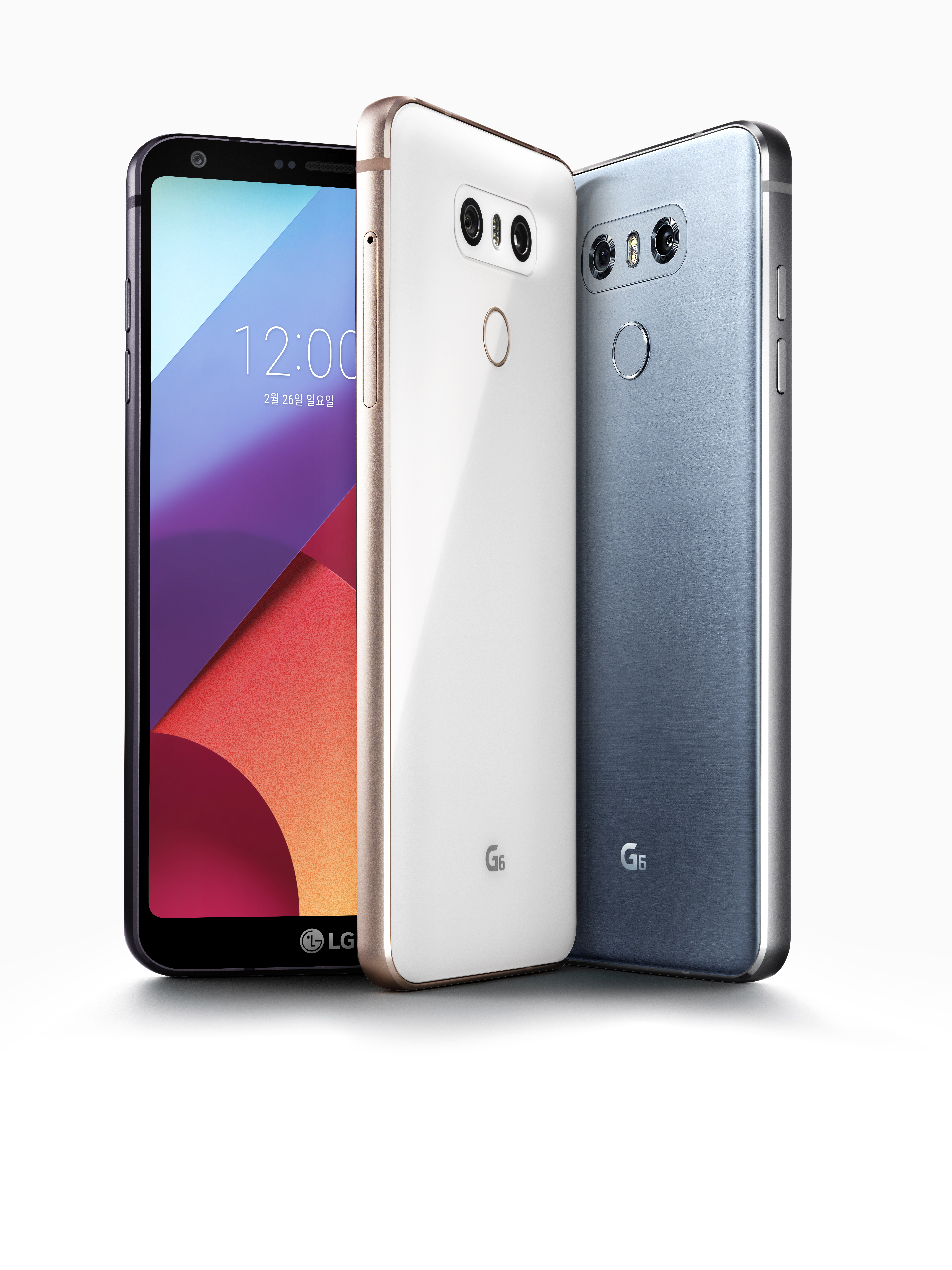
LG G6

- LG G5 SE
- LG Stylus 2
- LG Stylus 2 Plus

### 2017
- LG G6. LG G6 chuyển sang thiết kế nguyên khối hai mặt kính cao cấp với khung viền nhôm kim loại.
- LG G6+
- LG Stylus 3 (còn gọi là LG G Stylus 3 hoặc LG Stylo 3)
- LG Stylo 3 Plus

### 2018
- LG G7 ThinQ. LG G7 ThinQ vẫn sử dụng thiết kế nguyên khối hai mặt kính, cải tiến với màn hình khoét tai thỏ giống như trào lưu của các hãng Android học tập theo thiết kế của Apple iPhone X.
- LG G7 One
- LG G7 Fit
- LG Stylus 4 (còn gọi là LG G Stylus 4 hoặc LG Stylo 4)
- LG Stylo 4 Plus (còn gọi là LG Stylo 4+)

### 2019
- LG G8 ThinQ. Lần đầu tiên điện thoại của dòng LG G sử dụng màn hình có tấm nền P-OLED chứ không còn là IPS LCD.
- LG G8s ThinQ
- LG G8x ThinQ

### 2020

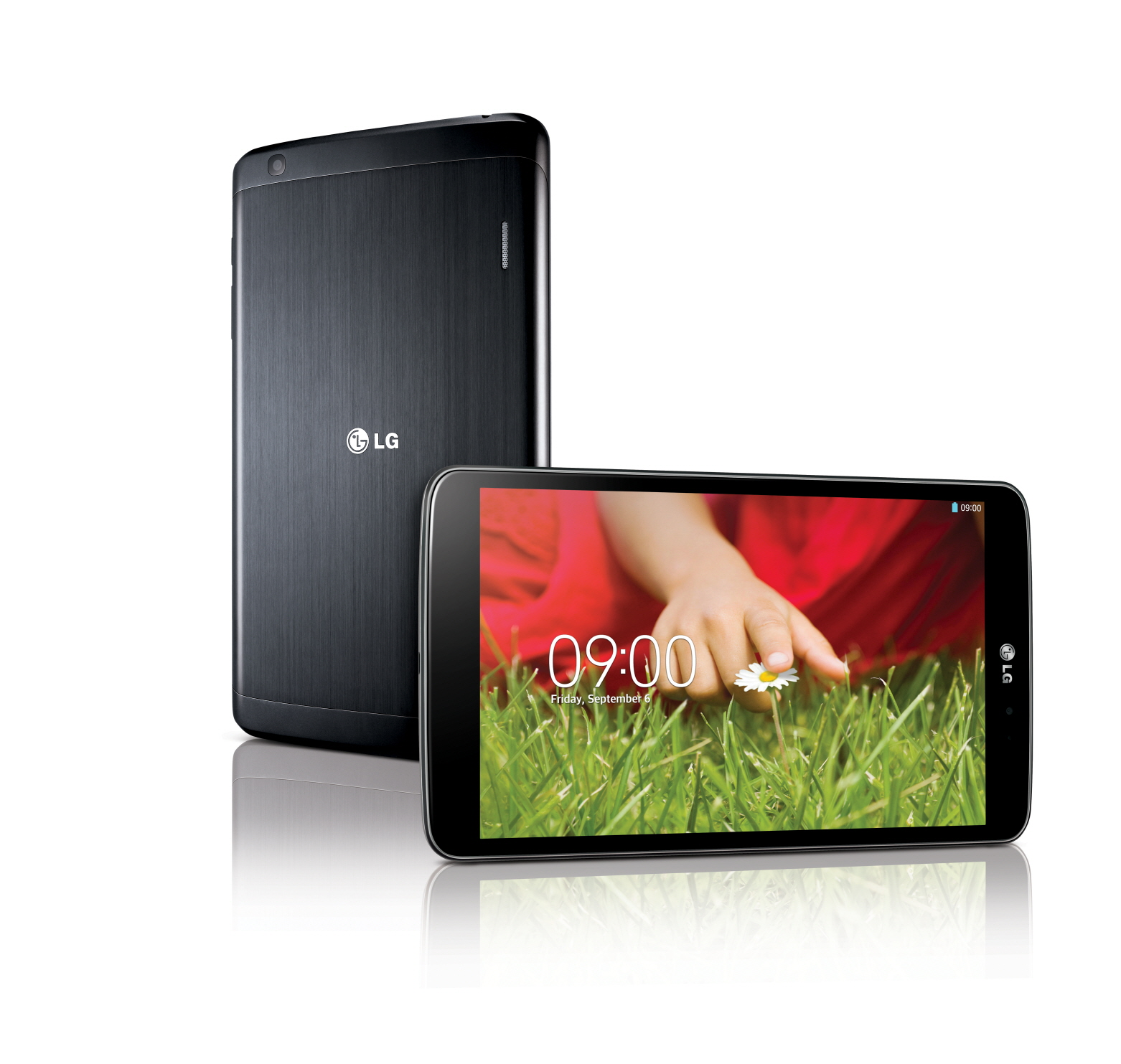
LG G Pad 8.3

- LG Velvet 5G

## Máy tính bảng
- LG G Pad 7.0
- LG G Pad 8.0
- LG G Pad 8.3
- LG G Pad 10.1

## Thiết bị đeo thông minh

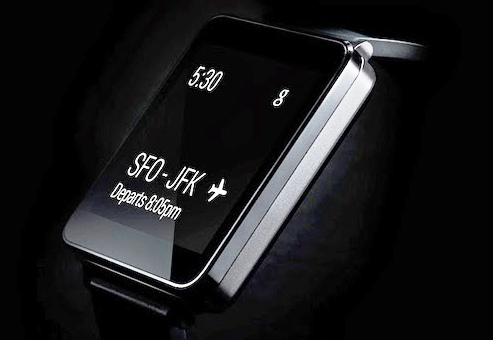
LG G Watch

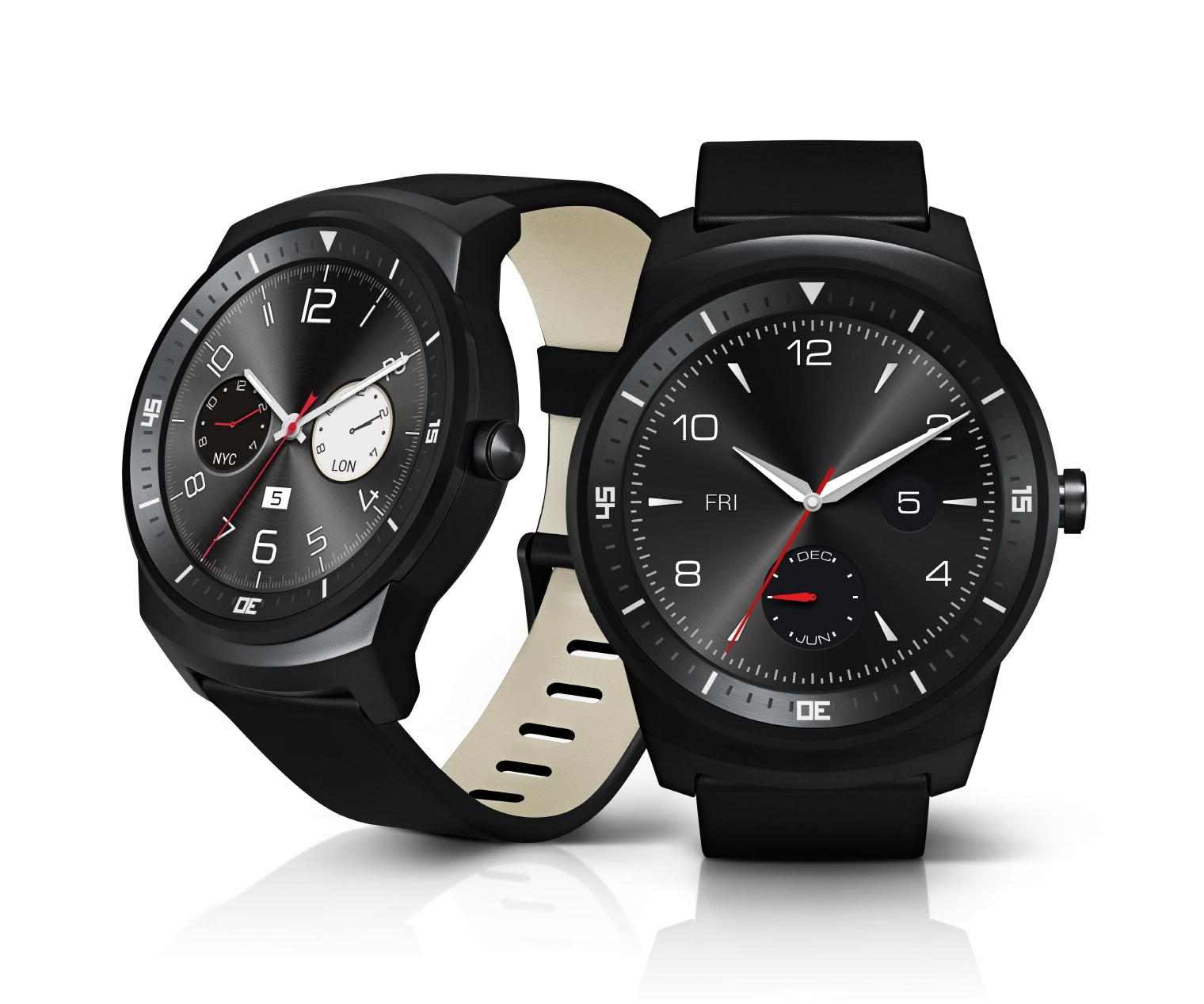
LG G Watch R

Hai chiếc smartwatch đầu tiên của LG là LG G Watch và LG G Watch R cũng là một phần của dòng LG G, chạy nền tảng Android Wear.
Bắt đầu với LG Watch Urbane, LG đã bỏ nhãn hiệu "G" khỏi tên của thiết bị, do đó loại bỏ thiết bị đeo thông minh khỏi dòng G.

### LG G Watch
Ra mắt ngày 25/06/2014
- Màn hình: 1.65" LCD độ phân giải 280x280 pixels
- Vi xử lý: Qualcomm Snapdragon 400
- Bộ nhớ trong: 4 GB
- RAM: 512 MB

### LG G Watch R
Ra mắt ngày 25/10/2014.
- Màn hình: 1.3" tấm nền P-OLED độ phân giải 320x320 pixels
- Vi xử lý: Qualcomm Snapdragon 400
- Bộ nhớ trong: 4 GB
- RAM: 512 MB